# Damaschino
Il Damaschino è un vitigno a bacca bianca, il cui nome probabilmente deriverebbe dalla città di origine Damasco, in Siria.

## Storia
Venne importato durante il periodo della dominazione araba in Sicilia occidentale, in particolare nelle zone dell'agro marsalese, dove in seguito venne impiegato nell'industria del Marsala.

## Descrizione
La sua foglia è grande ed eptalobata, il suo grappolo molto compatto di forma piramidale e presenta generalmente una sola ala, l'acino è sferoidale, di dimensioni medio grandi con buccia molto sottile. Il vitigno viene utilizzato per produrre Delia Nivolelli Damaschino.